# 만덕초읍(아시아드)터널
만덕초읍(아시아드)터널은 부산광역시 북구 만덕동과 연제구 거제동을 잇는 터널로서 2023년 7월 1일에 개통하였다. 종점은 초읍고개정류장 인근에 있다. 공사 당시 가칭은 제3만덕터널이며, 부산진구 초읍동의 하부를 지나며 종점도 초읍에 가까우며 초읍의 교통을 개선하는 목적도 있어 초읍터널이라는 별칭이 있다.